# Zvláštní zpráva IPCC o změně klimatu, krajině a půdě
Zvláštní zpráva Mezivládního panelu OSN pro změnu klimatu (IPCC) o změně klimatu, krajině a půdě (SRCCL), někdy také překládáno jako Zvláštní zpráva o změně klimatu a pevnině, jejíž plný název je „Zvláštní zpráva o změně klimatu, dezertifikaci, degradaci půdy, udržitelném hospodaření s půdou, zajišťování potravin a tocích skleníkových plynů v suchozemských ekosystémech“ je význačná studie 107 odborníků z 52 zemí. Shrnutí této zprávy pro politiky (SPM) bylo schváleno po „29 hodinách nepřetržitých jednání“ dne 7. srpna 2019 na zasedání v Ženevě ve Švýcarsku. Úplné znění Zvláštní zprávy o změně klimatu a krajině bylo vydáno v nezměněné podobě krátce po schválení SPM. Obsahuje více, než 1300 stran textu a na její přípravě se podílelo 107 hlavních autorů z 52 zemí. IPCC na twitteru shrnula obsah zprávy takto: „Krajina je místo, kde žijeme. Krajina je pod rostoucím lidským tlakem. Krajina je součástí řešení. Ale krajina samotná nevyřeší vše.“ 
Zpráva je druhou ze tří zvláštních zpráv v současném cyklu Šesté hodnotící zprávy (AR6), která bude dokončena v roce 2022. První byla Zvláštní zpráva o globálním oteplení o 1,5 °C  a třetí je připravovaná zpráva „Oceán a kryosféra v měnícím se klimatu“ (SROCC). IPCC očekává, že AR6 bude nejambicióznější od doby, kdy byl panel vytvořen v roce 1988.:s.11

## Předchozí cykly hodnocení IPCC a zvláštní zprávy
Do roku 2019 zveřejnil IPCC, který je „světovou autoritou pro posuzování stavu vědeckých znalostí souvisejících se změnou klimatu, jeho dopadů a potenciálních budoucích rizik a možných reakčních možností“ pět hodnotících zpráv, které obsahují „úplné znění“ vědecké a technické posouzení současné změny klimatu – obvykle ve třech svazcích, jedno pro každou z pracovních skupin IPCC, spolu s jejich shrnutím pro tvůrce politik (SPM) a souhrnnou zprávu.“ Předchozí hodnotící zprávy zahrnují První hodnotící zprávu IPCC z roku 1990 (FAR), Druhou hodnotící zprávu IPCC z roku 1995, známou také jako Změna klimatu 1995, Třetí hodnotící zpráva z roku 2001, Čtvrtou hodnotící zprávu IPCC (AR4), známou také jako Změna klimatu 2007, a Pátou hodnotící zprávu.
SRCCL je součástí řady zvláštních zpráv a hodnocení v šestém hodnotícím cyklu, který začal v roce 2015 – po volbě nového předsednictva – a skončí v roce 2022. IPCC považuje současný hodnotící cyklus za nejambicióznější ve své 30leté historii. Během tohoto cyklu, spolu s SRCCL, zveřejnila IPCC v říjnu 2018 Zvláštní zprávu o globálním oteplování o teplotě 1,5 °C a Dodatek v květnu 2019. Třetí ze série, Zvláštní zpráva o oceánu a kryosféře v měnícím se klimatu (SROCC), se připravuje. V březnu 2018 uspořádal IPCC https://web.archive.org/web/20190809160212/https://citiesipcc.org/ vědeckou konferenci Města a klimatická změna v rámci přípravy zvláštní zprávy o městech a změně klimatu v sedmém cyklu hodnocení.
Od svého založení zveřejnil IPCC také více než tucet zvláštních zpráv; každá z nich obsahuje i Shrnutí pro tvůrce politik (SPM), poskytující „posouzení konkrétní záležitosti a obecně má stejnou strukturu jako celá zpráva a obsahuje také informace o metodice, což jsou “materiály, které poskytují praktické pokyny pro přípravu inventur skleníkových plynů“

## Zásadní fakta ze zprávy SRCCL
- Oteplení nad souší skoro dvojnásobné (1,53 °C) oproti celkovému průměrnému nárůstu teploty (0,87 °C) v porovnání s předindustriální dobou.
- Lidstvo využívá/ovlivňuje více než 70 % nezaledněné plochy pevniny.
- 70 % celkové spotřeby sladké vody na planetě je využito v zemědělství.
- 23 % antropogenních emisí skleníkových plynů má na svědomí zemědělství, lesnictví a další lidské činnosti, související s využíváním půdy.
- Celková produkce potravin, kde je zahrnuto nejen zemědělství, využívání půdy a její přeměna, ale i doprava, zpracování, skladování, balení, prodej, spotřeba a ztráty, přispívá ke globálním emisím skleníkových plynů až 37 % (21–37 %).
- Ztráty při výrobě potravin, plýtvání a odpady z potravin má na svědomí 8-10 % všech antropogenních emisí skleníkových plynů.
- Spotřeba masa na osobu se celosvětově zdvojnásobila v porovnání s rokem 1961.
- 821 milionů lidí na planetě je podvyživených.
- Od roku 1975 se množství lidí, kteří trpí nadváhou, zdvojnásobilo, aktuálně je to okolo dvou miliard lidí, kteří mají nadváhu nebo jsou obézní.
- Od roku 1961 se spotřeba minerálních hnojiv zvýšila 9x.
- Počet lidí, kteří žijí v oblastech postižených desertifikací, stoupl oproti roku 1961 o 300 %.
- Emise methanu z chovu přežvýkavců se oproti roku 1961 zvýšily 1,7krát.
- Spotřeba vody na zavlažování se od roku 1961 zdvojnásobila.[2][20]

## Sekce

### Shrnutí SRCCL pro tvůrce politik (SPM)
| ... "Mnoho udržitelných technologií a postupů obhospodařování půdy bude přínosných do tří až 10 let (střední důvěra). I když mohou vyžadovat počáteční investice, opatření k zajištění udržitelného hospodaření s půdou mohou zlepšit výnosy plodin a ekonomickou hodnotu pastvin. rehabilitační opatření zlepšují systémy obživy a poskytují jak krátkodobé pozitivní ekonomické výnosy, tak dlouhodobé přínosy, pokud jde o přizpůsobení a zmírnění změny klimatu, biologickou rozmanitost a lepší funkce a služby ekosystémů.“ |
| |

 Souhrn pro tvůrce politik (SPM) obsahuje čtyři oddíly. První pojednává o „lidech, krajině a klimatu v oteplujícím se světě“; druhá část se týká „možností zmírnění a přizpůsobení“; třetí se zaměřuje na „možné reakce" a čtvrtý zvažuje „akce v nejbližší době“. V první části SPM říká, že degradace půdy způsobená člověkem – zvýšenou spotřebou a růstem populace způsobujícím větší využívání půdy pro „potraviny, krmiva, vlákniny, dřevo a energii“ - negativně ovlivnila globálně asi 25 procent plochy nezaledněné pevniny. Přibližně „25–30% celkového vyrobeného jídla je ztraceno nebo vyhozeno“, „821 milionů lidí je podvyživených“ a „2 miliardy dospělých trpí nadváhou nebo obezitou“.:s.3 Ve druhé části SPM uvádí, že „zvýšenou produktivitou při výrobě potravin, změnou stravovacích zvyklostí, snížením ztrát potravin a snížením množství potravinového odpadu lze snížit poptávku po přeměněné půdě“. :s.20 V části tři jsou navrženy možnosti reakce, které také pomohou odstranit chudobu, včetně „zlepšení přístupu na trhy, zajištění držby půdy, zohlednění environmentálních nákladů na výrobu potravin, plateb za ekosystémové služby a posílení kolektivních akcí na místní a komunitní úrovni“.:s.32

### Kapitoly
SRCCL se skládá ze sedmi kapitol: 1 – Rámec a souvislosti, 2 – Vztahy mezi krajinou a klimatem, 3 – Desertifikace, 4 – Degradace půdy, 5 – Bezpečnost potravin, 6 – Souvislosti mezi dezertifikací, degradací půdy, bezpečností potravin a toky skleníkových plynů: synergie, kompromisy a možnosti integrovaných reakcí a 7 – Management rizik a rozhodovací procesy ve vztahu k udržitelnému rozvoji.  Stejně jako všechny zprávy IPCC obsahuje SRCCL „ Shrnutí pro tvůrce politik “

#### Kapitola 1: Rámec a souvislosti
| ..."Ani naše individuální nebo společenská identita ani světové hospodářství by neexistovaly bez mnohonásobných zdrojů, služeb a systémů obživy poskytovaných ekosystémy a biologickou rozmanitostí." |
| |

 Ve shrnutí kapitoly 1 autoři popsali oblast pevnin na Zemi jako „konečnou“ a řekli, že udržitelné využívání půdy je „zásadní pro blaho člověka“.:s.1
Jeden z autorů „Rámec a souvislosti“, Almut Arneth z Technologického institutu v Karlsruhe, řekl novinářům Deutsche Presse-Agentur (DPA), že „povrch Země je omezený, počet obyvatel roste a při stejných výměrách musíme získat více potravin a vlákna, které lze použít k výrobě oděvů.“

#### Kapitola 2: Vztahy mezi krajinou a klimatem
Kapitola 2 poskytuje údaje o emisích metanu z hospodářských zvířat, přibližně 66 % je zemědělský metan a přibližně 33 % celosvětových emisí metanu “pochází z hospodářských zvířat.:s.38

#### Kapitola 3: Desertifikace
V kapitole 3 autoři uvedli, že zatímco změna klimatu zhoršuje dezertifikaci, existují technologie a inovace, včetně těch, které jsou založeny na domorodých a místních znalostech (ILK), které jsou dostupné a které by se mohly, pokud by byly zavedeny do praxe v místních regionech, „vyhnout se, omezit a zvrátit dezertifikaci a současně přispět ke zmírnění a přizpůsobení se změně klimatu.“:s.4

#### Kapitola 4: Degradace půdy
| „Zkoumání dopadů degradace půdy související s klimatem na chudobu a živobytí je velmi náročné. Tato složitost je způsobena souhrou rozmanitých sociálních, politických, kulturních a ekonomických faktorů, jako jsou trhy, technologie, nerovnost, růst populace, každý z nich ovlivňuje a formuje způsoby, jak sociálně-ekologické systémy reagují.“ |
| |

 Zatímco dopad degradace půdy na živobytí lidí na celém světě je již patrný, „zejména na obyvatele zranitelných a chudých oblastí“, autoři kapitoly čtyři nedávají jednoznačnou souvislost mezi změnou klimatu a degradací půdy z důvodu mnoha faktorů. Svoji úlohu hrají nerovnosti, růst populace, technologie a vlivy trhu.:s.4

#### Kapitola 5: Bezpečnost potravin
| „Zpráva zdůrazňuje, že změna klimatu ovlivňuje všechny čtyři pilíře zajišťování potravin: dostupnost (výnos a produkce), přístupnost (ceny a schopnost získat jídlo), využití (výživa a vaření) a stabilita (narušení dostupnosti).“ |
| |

 V kapitole o bezpečnosti potravin autoři tvrdí, že existují omezení pro využití půdy pro energetické plodiny a pro zalesňování pro řešení změny klimatu. Změna klimatu měla negativní dopad na vegetaci a zároveň došlo k nárůstu populace. K zajištění potravin je zapotřebí nezaledněné půdy. Autoři zprávy IPCC varovali před „přeměnou půdy“ na bioenergii, ve které se energie produkuje spalováním vegetace namísto spalování fosilních paliv, a doporučila zemím „stanovit limity množství půdy“, které lze použít pro biopaliva. Využití půdy tímto způsobem „připravuje země o půdu k pěstování tolik potřebných plodin“.
Podle kapitoly 5, s extrémními povětrnostními podmínkami, rostoucími teplotami, a buď nedostatkem nebo příliš velkým množstvím deště, se snižuje potravinová bezpečnost. Například v některých případech se výnosy kukuřice a pšenice zvýšily ve vyšších nadmořských výškách, zatímco výnosy stejných plodin se snížily v regionech s nižší nadmořskou výškou. Diskutují také o „vysídlení a migraci vyvolané změnami klimatu“ v „osmi zemích Asie, Afriky a Latinské Ameriky“.:s.118 V zemích, jako jsou Guatemala, Honduras a Nikaragua, kde je 30 % zemědělství závislých na srážkách, je velmi oslabena potravinová bezpečnost. Autoři citují studie, které ukazují, že migrace z Mexika a Střední Ameriky kolísá v „reakci na změnách klimatu“.:s.118 Navíc v těchto zemích je „potravinový systém silně závislý na produkci kukuřice a fazolí a dlouhodobá změna klimatu a variabilita významně ovlivňují produktivitu těchto plodin a živobytí drobných zemědělců“.:s.118

#### Kapitola 6: Souvislosti
Kapitola 6 „Souvislosti mezi dezertifikací, degradací půdy, zabezpečením potravin a toky skleníkových plynů: Synergie, kompromisy a integrované možnosti reakce“ vyzývá k posunu v chování spotřebitelů k stravování založené na rostlinách s menším obsahem bílkovin z hospodářských zvířat, jako je dobytek, „ovce, buvoli a kozy“. Jeden ze tří hlavních autorů kapitoly 6, environmentální vědec University of Aberdeen, Pete Smith, který přednáší nauku o rostlinách a půdě, řekl, že se zhoršujícími se rostoucími podmínkami bude existovat „obrovský tlak na migraci“. Skot přežvýkavců produkuje nejen velké množství metanu, silného skleníkového plynu, ale kvůli novým pastvinám dochází k „odlesňování v kritických lesních systémech“ v zemích, jako je Brazílie. Smith to objasnil: „Neříkáme lidem, aby přestali jíst maso. Na některých místech lidé nemají jinou možnost. Je však zřejmé, že na Západě jíme příliš mnoho masa.“
Pamela McElwee, která je jedním ze spoluautorů kapitoly 6, a pracuje na Katedře lidské ekologie Rutgersovy univerzity na Fakultě životního prostředí a biologických věd uvedla, že „změna stravovacích návyků“ - „zejména ve vyspělých zemích Západu“ - může vést ke snižování „nadměrné“ spotřeby, k omezení „jídelníčků s vysokými emisemi skleníkových plynů“ s vysokou spotřebou jehněčího a hovězího je „oboustranně výhodné“, protože řeší současně klimatickou krizi i zdravotní problémy. McElwee řekla, že bezpečnost potravin je hlavním problémem, protože existuje potenciál pro „potravinové krize, které mohou vzniknout“ na několika kontinentech najednou, “podle The Times. Oteplování klimatu urychluje „míru ztráty půdy a její degradace“, což zvyšuje riziko „vážného nedostatku potravin“. Přestože máme k dispozici mnoho opatření, McElwee řekla, že „to, co některá z těchto opatření vyžadují, je pozornost, finanční podpora a prostředí umožňující podporu“. Zpráva navrhuje řešení zahrnující „zvýšení produktivity půdy, menší plýtvání potravinami a přesvědčování více lidí, aby přesunuli svůj jídelníček od hovězího a jiných druhů masa“. Podle zprávy z 8. srpna 2019 PBS NewsHour by asi 15 % současných emisí mohlo být sníženo do poloviny století, pokud „lidé změní stravu, sníží červené maso a zvýší rostlinnou stravu, jako je ovoce, zelenina a semena“. Rosenzweig dodal, že „by to také zlepšilo zdraví lidí“.
Kapitola šestá také pojednává o náhradách materiálů – týká se také udržitelného dlouhodobého hospodaření v lesích, a vyššího využívání produktů ze dřeva a v důsledku toho zmenšování uhlíkové stopy. Výrobky ze dřeva, které se používají jako náhrada za kov, plast nebo beton – které jsou náročnější na emise – by také pomohlo s odstraňováním oxidu uhličitého (CO2) z atmosféry.:s.41 Například v Kanadě, jak uvedl Hurlbert, by dřevařský průmysl mohl zvýšit procento produktů z masivního dřeva, které kácejí, a snížit množství buničiny a papíru.

#### Kapitola 7: Management rizik a rozhodovací procesy ve vztahu k udržitelnému rozvoji
Řízení rizik, které „snižuje zranitelnost v půdě a potravinovém systému“ a zvyšuje odolnost v komunitách, může zahrnovat provádění změn v jídelních návycích a pěstování „různorodých plodin“, což může zabránit degradaci půdy. Zahrnuje také sdílení rizik, „snižování nerovností a zlepšování příjmů“. Mezi další „způsoby, jak se přizpůsobit negativním dopadům změny klimatu, patří zajištění„ spravedlivého přístupu k potravinám “, zejména v těch regionech, kde„ půda nemůže poskytnout dostatek jídla “
Margot Hurlbert z University of Regina, která je zároveň předsedou Kanadského výboru pro výzkum v oblasti změny klimatu, energetiky a udržitelnosti, koordinující spoluautor „Řízení rizik a rozhodování ve vztahu k udržitelnému rozvoji“, uvedl: „.. je tu spousta příležitostí k provedení těchto změn a není příliš pozdě. “ To zahrnuje použití přírodního zastínění, například prostřednictvím agrolesnictví, pro pěstování plodin, a – v tropických oblastech – použití biouhlu jako hnojiva. Hurlbert uvedl, že země, jako je Kanada, mohou „ovládat vliv prostřednictvím vlastního používání obchodních podmínek a politik“, aby „zajistily, že dovážené potraviny budou pěstovány bez poškození krajiny a rozšiřování pouští v zámoří“. Spotřebitelé, jakož i organizace a vlády, mohou například při získávání dřevařských výrobků a potravin požadovat certifikáty udržitelnosti.

## Hlavní myšlenky
Ve videu Organizace spojených národů z 9. srpna citovala Valerie Masson-Delmotte nově vydanou zprávu s tím, že v současné době žije více než 500 milionů lidí v oblastech, kde změna klimatu negativně ovlivnila půdu, kde dochází k degradaci či desertifikace. Mnozí jsou nuceni migrovat. Mezinárodní skupina 107 autorů vyzvala všechny národy, aby přijaly principy udržitelného využívání půdy s cílem „omezit emise skleníkových plynů dříve, než bude příliš pozdě“, a spolupracovat na budování dlouhodobých systémů zajišťování potravin, aby podporovali zemědělce s programy, které pomohou budovat jejich odolnost a pomáhají jim zapojit se do trhu.
Místopředseda IPCC a ředitel institutu ANU pro klimatické změny Mark Howden, který je jedním z autorů SRCCL, uvedl, že „krajina v současné době přispívá ke změně klimatu“ a lepší hospodaření s půdou „by mělo mnoho ekonomických, environmentálních a zdravotních výhod“ a přineslo by to „přínosy pro zemědělce, komunity, vlády a biologickou rozmanitost, ale také by pomohlo řešit změnu klimatu“.

### Přispěvatelé
Na přípravě SRCCL se podílelo 107 odborníků z 52 zemí v roli koordinujících vedoucích autorů a hlavních autorů  ve třech pracovních skupinách IPCC a pracovní skupiny pro národní inventury skleníkových plynů. Padesát tři procenta autorů zprávy pochází z rozvojových zemí a čtyřicet procent koordinujících vedoucích autorek jsou ženy.

## Reakce
Deník The Economist uvedl ve svém článku z 10. srpna 2019, že zpráva "představuje další varování o stavu planety a způsobu, jakým lidé mění prakticky každý kout každého kontinentu. Lidské aktivity ovlivňují zhruba tři čtvrtiny nezaledněné pevniny Země, což má obrovské důsledky pro klima.“ BBC publikovala řadu článků, týkajících se zveřejnění zprávy. Roger Harrabin, analytik BBC pro životní prostředí, uvedl, že zpráva se „stane nejuznávanější zprávou o způsobu, jakým využíváme a zneužíváme krajinu“. Podle článku z New York Times z 8. srpna 2019, SRCCL, který byl „připraven více než 100 odborníky z 52 zemí“, zjistil, že „půl miliardy lidí již žije v místech, která se mění v poušť, a půda se ztrácí 10 až 100 krát rychleji, než se tvoří.“ Ve stejném článku je uvedeno, že pětinásobný nárůst migrantů na hranicích Spojených států a Mexika ze Salvadoru, Guatemaly a Hondurasu „se časově shoduje se suchým obdobím, kdy mnoho lidí nemá dostatek jídla“. Někteří vědci „to označili za jasný signál klimatické změny“. Název článku v Atlantiku zní: „Tato země je jediná země, která existuje“. Článek říká, že SRCCL je milníkem, protože říká, že samotná nezaledněná půda, kterou lidé potřebují pro pěstování potravin, je „jedinečná a vzácná“. Po celá desetiletí vědci a výzkumníci v oblasti klimatu zobrazovali krajinu jako „neomezenou“ čisticí „globální houbu“. Washington Post označil studii SRCCL za mezníkovou.